# Костол
Костол је насеље у општини Кладово, у Борском округу, у Србији. Према попису из 2022. у насељу је било 752 становника (према попису из 2011. било је 961 становника, према попису из 2002. било је 1053 становника).

## Демографија
Према последњем попису из 2022. године у насељу је живело 752 становника што је за 209 мање у односу на 2011. када је на попису било 961 становника. У насељу живи 644 пунолетних становника, а просечна старост становништва износи 47,15 година (45,98 код мушкараца и 48,16 код жена).
Према подацима пописа из 2022. у насељу има 323 домаћинства, а просечан број чланова по домаћинству је 2,33. а према истом попису у насељу има 520 стамбених јединица од којих је 361 насељених.
Ово насеље је великим делом насељено Србима (према попису из 2002. године), а у последња три пописа, примећен је пад у броју становника.
|  |

| Демографија | Демографија | Демографија |
| Година      | Становника  | Становника  |
| ----------- | ----------- | ----------- |
| 1948.       | 834         |             |
| 1953.       | 859         |             |
| 1961.       | 891         |             |
| 1971.       | 1.138       |             |
| 1981.       | 1.218       |             |
| 1991.       | 1.177       | 1.098       |
| 2002.       | 1.053       | 1.167       |
| 2011.       | 961         |             |
| 2022.       | 752         |             |

| Етнички састав према попису из 2002.‍ | Етнички састав према попису из 2002.‍ | Етнички састав према попису из 2002.‍ | Етнички састав према попису из 2002.‍ | Етнички састав према попису из 2002.‍ |
| ------------------------------------ | ------------------------------------ | ------------------------------------ | ------------------------------------ | ------------------------------------ |
|                                      |                                      |                                      |                                      |                                      |
| Срби                                 | Срби                                 |                                      | 1.013                                | 96,20%                               |
| Румуни                               | Румуни                               |                                      | 20                                   | 1,89%                                |
| Власи                                | Власи                                |                                      | 10                                   | 0,94%                                |
| Македонци                            | Македонци                            |                                      | 2                                    | 0,18%                                |
| Хрвати                               | Хрвати                               |                                      | 1                                    | 0,09%                                |
| Муслимани                            | Муслимани                            |                                      | 1                                    | 0,09%                                |

| Година пописа     | 1948. | 1953. | 1961. | 1971. | 1981. | 1991. | 2002. |
| ----------------- | ----- | ----- | ----- | ----- | ----- | ----- | ----- |
| Број домаћинстава | 164   | 179   | 227   | 290   | 337   | 337   | 362   |

| Број чланова      | 1  | 2  | 3  | 4  | 5  | 6  | 7 | 8 | 9 | 10 и више | Просек |
| ----------------- | -- | -- | -- | -- | -- | -- | - | - | - | --------- | ------ |
| Број домаћинстава | 63 | 99 | 72 | 83 | 30 | 11 | 4 | 0 | 0 | 0         | 2,91   |

| Пол    | Укупно | Неожењен/Неудата | Ожењен/Удата | Удовац/Удовица | Разведен/Разведена | Непознато |
| ------ | ------ | ---------------- | ------------ | -------------- | ------------------ | --------- |
| Мушки  | 422    | 114              | 289          | 16             | 3                  | 0         |
| Женски | 459    | 56               | 291          | 100            | 11                 | 1         |
| УКУПНО | 881    | 170              | 580          | 116            | 14                 | 1         |

| Пол    | Укупно                    | Пољопривреда, лов и шумарство | Рибарство                            | Вађење руде и камена | Прерађивачка индустрија       |
| ------ | ------------------------- | ----------------------------- | ------------------------------------ | -------------------- | ----------------------------- |
| Мушки  | 230                       | 3                             | 2                                    | 0                    | 41                            |
| Женски | 76                        | 8                             | 1                                    | 0                    | 9                             |
| УКУПНО | 306                       | 11                            | 3                                    | 0                    | 50                            |
| Пол    | Производња и снабдевање   | Грађевинарство                | Трговина                             | Хотели и ресторани   | Саобраћај, складиштење и везе |
| Мушки  | 29                        | 9                             | 11                                   | 4                    | 88                            |
| Женски | 2                         | 0                             | 15                                   | 4                    | 1                             |
| УКУПНО | 31                        | 9                             | 26                                   | 8                    | 89                            |
| Пол    | Финансијско посредовање   | Некретнине                    | Државна управа и одбрана             | Образовање           | Здравствени и социјални рад   |
| Мушки  | 0                         | 3                             | 10                                   | 2                    | 3                             |
| Женски | 0                         | 1                             | 3                                    | 7                    | 16                            |
| УКУПНО | 0                         | 4                             | 13                                   | 9                    | 19                            |
| Пол    | Остале услужне активности | Приватна домаћинства          | Екстериторијалне организације и тела | Непознато            | Непознато                     |
| Мушки  | 3                         | 0                             | 0                                    | 22                   | 22                            |
| Женски | 3                         | 0                             | 0                                    | 6                    | 6                             |
| УКУПНО | 6                         | 0                             | 0                                    | 28                   | 28                            |